# Cmentarz żydowski w Chorzowie
Cmentarz żydowski w Chorzowie – kirkut założony w XIX wieku. Został zlikwidowany w 1973 roku (ekshumowane zwłoki przeniesiono na cmentarz w Bytomiu), a na jego miejscu zorganizowano Park pod Kasztanami. W 2006 roku w parku postawiono pomnik ku czci żydowskiej społeczności Chorzowa.